# Nowy Łuków
Nowy Łuków – część miasta Łukowa, położona w jego środkowo-południowej części.